# Jan Wawszczak
Jan Wawszczak (ur. 22 stycznia 1889 w Jaśle, zm. 3 lutego 1935 w Jaworowie) – duchowny rzymskokatolicki, katecheta, kapelan Wojska Polskiego.

## Życiorys
Urodził się 22 stycznia 1889 w Jaśle. W 1907 ukończył C. K. Gimnazjum w Jaśle.
Kształcił się w Seminarium Duchownym w Przemyślu, gdzie w 1911 ukończył studia teologiczne. 29 czerwca 1911 otrzymał Sakrament święceń kapłańskich  z rąk biskupa przemyskiego Józefa Sebastiana Pelczara (wyświęceni wtedy zostali także Józef Panaś, Władysław Wójcik). Od tego czasu posługiwał jako ksiądz w Rudkach. Na początku 1912 przystąpił do towarzystwa Charitas.
Podczas I wojny światowej z Rudek został powołany do wojskowej służby duszpasterskiej w c. i k. armii. Mianowany kapelanem polowym posługiwał w Krakowie, gdzie sprawował opiekę nad żołnierzami rannymi i chorymi. W 1917 i 1918 pozostawał z przydziałem do okręgu uzupełniającego w Tarnowie.  Na początku 1918 został przeniesiony na obszar Bośni i tam doczekał końca wojny.
Po powrocie do niepodległej Polski został zastępcą katechety w szkole wydziałowej żeńskiej w Sanoku, skąd na początku 1919 został powołany do służby duszpasterskiej Wojska Polskiego (według ks. Jana Wacławskiego otrzymał dekret powołujący go na katechetę do Gimnazjum w Sanoku, jednak w tym czasie otrzymał telegram od ks. dziekana Józefa Panasia z prośbą o wstąpienie do szeregów armii polskiej). Został mianowany kapelanem w grupie pułkownika Beliny od 15 stycznia 1919. Wyruszył na front wołyński, gdzie posługiwał przy grupie kpt. Meraka. Pod Hrubieszowem zachorował na tyfus plamisty, który osłabił jego zdrowie i wymusił potem przeprowadzenie operacji. Do marca 1922 był kapelanem garnizonu w Stryju. Tam zakończył służbę w Wojsku Polskim 25 marca 1922. Został zweryfikowany w stopniu kapelana rezerwy ze starszeństwem z dniem 1 czerwca 1919.
Tuż po odejściu z armii w 1922 został wikarym w Żołyni, a od 4 września 1922 skierowany do pracy w Państwowym Seminarium Nauczycielskim Żeńskim w Jaworowie. Tam został mianowany nauczycielem w 1922, a z dniem 1  lutego 1926 katechetą. Był instruktorem dekanalnym Akcji Katolickiej. Jesienią 1934 został przydzielony do szkoły powszechnej w Jaworowie. Wspierał budowę kościoła w Lipinie.
Zmarł 3 lutego 1935 w Jaworowie. Został pochowany na cmentarzu katolickim w Jaworowie 6 lutego 1935.

## Odznaczenia
polskie
- Expositorium Canonicale (1923)[29][2].
- Krzyż Niepodległości (27 czerwca 1938, za pracę w dziele odzyskania niepodległości)[30].
- Krzyż Walecznych (9 kwietnia 1921)[2].

austro-węgierskie
- Srebrny Krzyż Zasługi Cywilnej z Koroną na wstążce Medalu Waleczności (1918)[2].
- Krzyż Zasługi dla Duchownych Wojskowych II klasy na biało-czerwonej wstążce (przed 1917)[13][2].